# Prix de poésie
Ne doit pas être confondu avec Grand prix de poésie de l'Académie française.
Le prix de poésie est un ancien prix biennal de l'Académie française, créé en 1861, qui alterne avec le prix d'éloquence.
L'Académie propose le plus souvent des sujets à thème tels que Livingstone, Lamartine, Pallas Athéné ou autre Ode à la France.

## Liste des lauréats

### Années 1860
- 1861 : Henri de Bornier pour L’Isthme de Suez
- 1863 : Henri de Bornier pour La France en Extrême-Orient
- 1865 : Hippolyte Delphis de La Cour (18..-1877) pour Vercingétorix
- 1867 : Édouard Grenier pour La Mort du président Lincoln
- 1869 : Édouard Grenier pour Séméia

### Années 1870
- 1871 : Louis Fouquet pour Les Corbeaux. Et leurs corps serviront de pâture aux oiseaux du ciel
- 1873 : Albert Delpit pour Le Repentir, récit d’un curé de campagne
- 1875 : 
  - Émile Guiard pour Livingstone
  - Stéphen Liégeard pour Livingstone
- 1877 : 
  - Émile Bouilly pour André Chénier
  - Camille du Locle pour André Chénier
- 1879 : 
  - Louis Denayrouze et Jacques Normand pour Arcades ambo
  - Georges Renard pour La poésie sera de la raison chantée
  - Henri Thiers (1838-1904) pour La poésie de la science au XIXe siècle

### Années 1880
- 1883 : 
  - Jean Aicard pour Éloge de Lamartine
  - Marcel Ballot pour A Lamartine
  - Léon Barracand pour Lamartine et la muse
  - Raymond de Borrelli (1837-1906) pour Lamartine
- 1885 : 
  - Raymond de Borrelli (1837-1906) pour Sursum corda
  - Jeanne Loiseau pour Sursum corda
- 1887 : 
  - Alfred Bouchinet pour Pallas Athéné
  - Emmanuel des Essarts pour Pallas Athénée
  - Henri Guérin pour Pallas Athéné
  - Émile Moreau pour Pallas Athéné
- 1889 : Clovis Hugues pour Le Travail

### Années 1890
- 1891 : 
  - Raymond de Borrelli (1837-1906) pour Le Jongleur
  - Edmond Haraucourt pour La mort du Viking
- 1893 : Prix non décerné mais le sujet demandé était L'Afrique ouverte[2].
- 1895 : 
  - André Bellessort pour L’Hôtellerie
  - Raymond de Borrelli (1837-1906) pour La fonte du Persée
- 1897 : 
  - Philippe Dufour (1859-1935?) pour Salamine
  - Sébastien-Charles Leconte pour Salamine
  - Gaston Schéfer (1850-1921) pour Salamine
- 1899 : 
  - Georges Chalandon pour La Nef de Salomon
  - Raoul Guillard pour Merlin et Viviane

### Années 1900
- 1901 : Edmond Haraucourt pour Le XIXe siècle
- 1903 : Léonce Depont (1862-1913) pour Victor Hugo
- 1905 : 
  - Maurice Couallier (1869-1941) pour Un poème se rapportant aux croisades
  - Sébastien-Charles Leconte pour Un poème se rapportant aux croisades
- 1906 : Abel Bonnard pour Les Familiers
- 1907 : 
  - Léon Gauthier-Ferrières (1880-1915) pour Un poème sur un fait important de notre histoire nationale
  - André Jac pour Un poème sur un fait important de notre histoire nationale
- 1909 : 
  - Maurice Couallier (1869-1941) pour Le Drapeau
  - Lieutenant Georges Rollin (1882-1925) pour Le Drapeau
  - Marcel Toussaint pour Le Drapeau

### Années 1910
- 1911 : 
  - Maxime Formont pour La gloire de la rose
  - Georges Gourdon (1852-1915) pour Le chemin de la vie
  - Charles Grandmougin pour Dernières promenades
  - Charles Grolleau (1867-1940) pour L’Encens et la Myrrhe
  - Lieutenant Georges Rollin (1882-1925) pour La conquête de l’air
  - Louis Tiercelin pour La chanson des vieilles choses
- 1913 : Edmond Porcher pour Conte ou récit épique ou comique : le rire d’Omphale
- 1915 : Robert-Charles Richet pour La gloire de Pasteur
- 1917 : 
  - Maurice Level pour Ode à la France
  - Paul Rougier pour Ode à la France
- 1919 : Jacques Debout pour Les morts fécondes

### Années 1920
- 1921 : Jean Suberville (1887-1953) pour Un poème
- 1923 : Edmond Porcher pour Le rire de Molière
- 1926 : Miguel Zamacoïs pour Sur la tombe de Loti
- 1927 : Visme de Wegmann pour La mort du lieutenant Contamine de Latour

### Années 1930
- 1931 : Alexandre Guinle pour Poème

### Années 1940
- 1947 : 
  - Jacques Augarde pour Milliaires
  - Serge Barrault (1887-19..) pour Le désir des collines éternelles
  - Abbé Alphonse Bourgoin pour Les vêpres dites
  - Suzie Bournet pour Dans le beau livre ouvert par Dieu
  - Jean-Louis Carles (1883-19..) pour Les Ivresses
  - Suzanne Carpentier pour Douceur du rêve
  - Docteur Charles Coury pour Quelques Poèmes
  - Édouard Cousin pour Des vers tout simplement
  - Guy-Charles Cros pour Mon soleil nouveau
  - Georges Delaume (1889-1961) pour Rien que vous...
  - Anne Fontaine pour Prismes
  - Michel Habart pour Tiédeur de cendres
  - Louis Hennevé pour On garde les mêmes
  - Edmond Pasquier pour Crépuscule du rêve
  - Alexandre Toursky pour Ici commence le désert[3]

### Années 1950
- 1950 : 
  - Pierre Grosclaude pour La Lumière
  - Joseph-Henri Louwyck pour La Lumière
- 1951 : Charles Dhers pour Devise : "Je m’appelle Jacob"
- 1955 : Thérèse Engel Le Brun pour Exaltation du Divin
- 1956 : 
  - Cécile Périn pour l'ensemble de son œuvre poétique
  - Diego Valeri pour l'ensemble de son œuvre poétique
- 1957 : Edmond Petit pour Duc in Altum

### Années 1960
- 1961 : Charles Dhers pour Les Poèmes de la soif